# Доверенное лицо кандидата в Президенты Российской Федерации

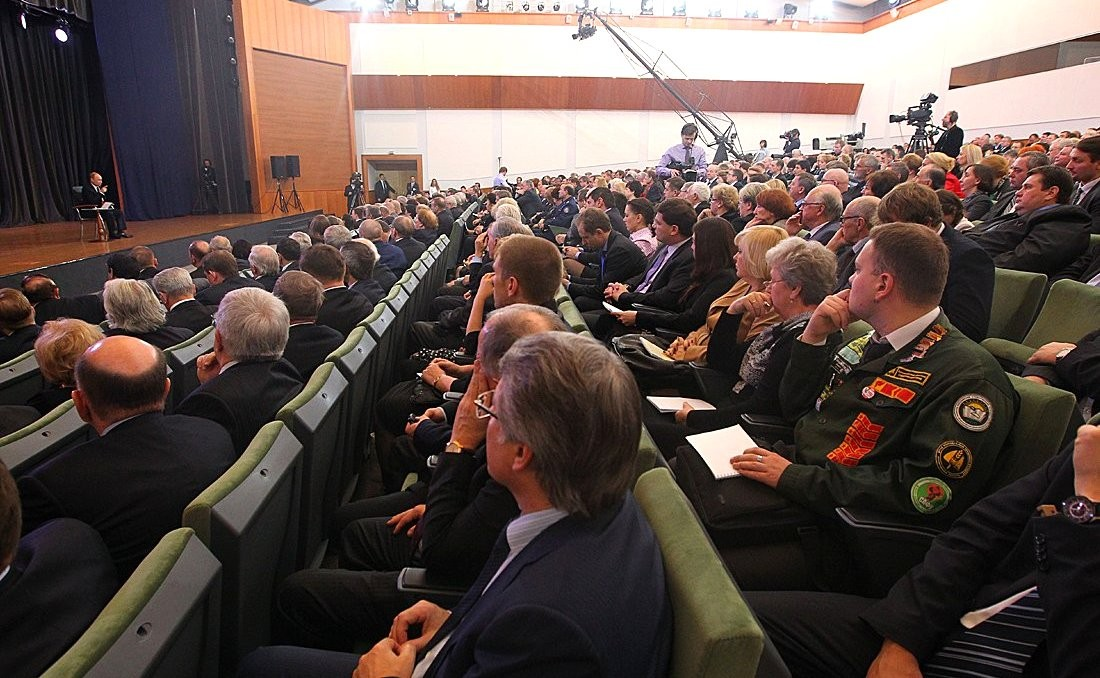
Кандидат в президенты России В. В. Путин на встрече со своими доверенными лицами. 10 декабря 2012 года

Доверенное лицо кандидата в Президенты Российской Федерации — лицо, которое осуществляет агитационную деятельность в пользу того или иного кандидата в президенты РФ, а также в ряде случаев может выступать от имени такого кандидата. Доверенные лица назначаются политической партией, выдвинувшей кандидата в президенты Российской Федерации, или же самим кандидатом. Они должны быть зарегистрированы в Центральной избирательной комиссии РФ.

В 2023 году центризбирком зарегистрировал 346 доверенных лиц кандидата в президенты Владимира Путина.

## История института доверенных лиц
Согласно первому закону о выборах президента РСФСР от 24 апреля 1991 года, «кандидат в Президенты РСФСР вправе иметь до ста доверенных лиц, которые помогают ему в проведении избирательной кампании, ведут агитацию за избрание его Президентом РСФСР, представляют его интересы в отношениях с государственными и общественными органами, избирательными комиссиями».
В 1995 году количество доверенных лиц было увеличено до 200. После вступления в силу закона 1999 года каждый кандидат получил право иметь уже до 600 доверенных лиц.
В настоящее время, согласно статье 43 Федерального закона «О выборах Президента Российской Федерации», кандидат в президенты России вправе назначить до 600 доверенных лиц, а политическая партия, выдвинувшая кандидата, вправе назначить ещё до 100 доверенных лиц. Соответственно, кандидат-самовыдвиженец не может иметь более 600 доверенных лиц, а кандидат от политической партии может иметь их 700.
Самым молодым доверенным лицом в истории современной России признан Павел Алексеевич Аксёнов. На момент регистрации Центральной избирательной комиссией РФ Павлу было 18 лет.
Среди рекордсменов (четырежды) по участию в избирательных кампаниях по выборам Президента Российской Федерации в качестве доверенных лиц кандидатов — телеведущий Леонид Якубович (1996 г. — у Б. Н. Ельцина, 2004, 2012 и 2018 гг. — у В. В. Путина) и профессор Московского государственного юридического университета им. О. Е. Кутафина (МГЮА) Сергей Кабышев (2000, 2004 и 2018 гг. — у В. В. Путина и 2008 г. — у Д. А. Медведева), трижды доверенным лицом кандидата в Президенты Российской Федерации В. В. Путина (2004, 2012 и 2018 гг.) был актёр Михаил Боярский.

## Полномочия
Доверенное лицо вправе:
- осуществлять агитацию в пользу назначившего его кандидата (политической партии)[5];
- назначать члена территориальной и/или участковой избирательных комиссий с правом совещательного голоса (в случае наличия такого поручения кандидата)[7];
- лишать полномочий члена избирательной комиссии с правом совещательного голоса (в случае наличия такого поручения кандидата)[7];
- присутствовать на всех заседаниях любой избирательной комиссии, а также при подсчёте голосов избирателей и осуществлении соответствующей участковой или территориальной избирательной комиссией работы со списками избирателей, с избирательными бюллетенями, протоколами об итогах голосования и со сводными таблицами об итогах голосования[7]. При этом полномочий наблюдателя доверенное лицо не имеет[5];
- назначать наблюдателей на выборах[7];
- заверять подписные листы[7];
- подсчитывать подписи избирателей на подписных листах и заверять протокол об итогах сбора подписей избирателей[7];
- присутствовать при проверке подписей избирателей на подписных листах Центральной избирательной комиссией России[7];
- выступать от имени своего кандидата[7];
- получать в соответствующей избирательной комиссии субъекта Российской Федерации список избирательных участков с указанием их границ, адресов и телефонов территориальных и участковых избирательных комиссий, адресов помещений для голосования[7];
- участвовать вместо кандидата в дебатах на общероссийском или региональном государственном телеканале (в случае, если тот по вынуждающим обстоятельствам (болезнь, выполнение должностных обязанностей) не может участвовать сам)[7].

### Лишение полномочий
Полномочия доверенного лица прекращаются в следующих случаях:
- в связи с утратой своего статуса кандидатом, которого доверенное лицо представляет;
- в связи с отзывом статуса доверенного лица кандидатом или политической партией;
- в случае приобретения доверенным лицом статуса, несовместимого со статусом доверенного лица;
- в случае выявления нарушения требований к доверенному лицу;
- по собственной инициативе доверенного лица.

## Ограничения

### Ограничения для получения статуса доверенного лица
Доверенными лицами не могут быть граждане Российской Федерации, которые:
- являются кандидатами на выборах любого уровня;
- занимают государственные или выборные муниципальные должности (однако они могут быть назначены, если они будут освобождены от исполнения служебных обязанностей на период осуществления полномочий доверенного лица);
- возглавляют местные администрации;
- работают в аппарате избирательных комиссий.

Ограничений на назначение доверенными лицами граждан иных государств в законе нет.

### Ограничения в деятельности доверенных лиц
Доверенным лицам, которые являются также должностными лицами, журналистами и иными творческими работникам организаций, выпускающих средства массовой информации, запрещается участвовать в освещении избирательной кампании через средства массовой информации.
Доверенным лицам при проведении предвыборной агитации запрещается:
- осуществлять подкуп избирателей: вручать им денежные средства, подарки и иные материальные ценности, кроме как за выполнение организационной работы, сбор подписей избирателей, участие в проведении предвыборной агитации;
- производить вознаграждение избирателей, выполнявших указанную организационную работу, осуществлявших сбор подписей, участвовавших в предвыборной агитации, в зависимости от итогов голосования или обещать произвести такое вознаграждение;
- проводить льготную распродажу товаров, бесплатно распространять любые товары, за исключением агитационных материалов, которые специально изготовлены для избирательной кампании и стоимость которых не превышает 100 рублей за единицу продукции;
- оказывать услуги безвозмездно или на льготных условиях, а также воздействовать на избирателей посредством обещания им денежных средств, ценных бумаг и других материальных благ (в том числе по итогам голосования), оказания им услуг иначе чем на основании принимаемых в соответствии с законодательством Российской Федерации решений органов государственной власти, органов местного самоуправления.
- заниматься благотворительной деятельностью;
- просить или поручать иным физическим и юридическим лицам в ходе избирательной кампании заниматься благотворительной деятельностью или вести одновременно с благотворительной деятельностью предвыборную агитацию;
- обращаться к иным физическим и юридическим лицам с предложениями об оказании материальной, финансовой помощи или услуг избирателям;
- предпринимать любые действия, направленные на обеспечение доставки избирателей на избирательные участки для участия в голосовании.